# 연도별 영화
본 문서에서는 연도별 영화에 관한 문서들을 싣는다. 각 연도마다 그 해를 대표하는 사건이나 작품을 나열하였다.
- 19세기 영화
- 20세기 영화
  - 1900년대 - 1910년대 - 1920년대 - 1930년대 - 1940년대 - 1950년대 - 1960년대 - 1970년대 - 1980년대 - 1990년대
- 21세기 영화
  - 2000년대 - 2010년대 - 2020년대

## 19세기
- 1888년 영화 – 현존하는 가장 오래된 필름인 라운드헤이 가든 씬이 촬영된 해.
- 1893년 영화 – 토머스 에디슨이 미국 최초의 영화 스튜디오인 블랙 마리아를 세우고, 자신이 개발한 키네토스코프로 대중에게 널리 선보인 영화 블랙스미스 씬을 제작한 해.
- 1895년 영화 – 뤼미에르 형제가 파리의 그랑 카페에서 공개 상영회를 열고, 발명가 레옹 고몽이 고몽 영화사를 설립한 해.
- 1896년 영화 – 뤼미에르 형제가 라 시오타 역에 도착하는 열차를 제작하고, 파테프레레가 설립된 해.
- 1899년 영화 – 조르주 멜리에스가 드레퓌스 사건과 상드리용[1]을 제작하고, 에드워드 레이먼드 터너가 최초의 컬러영화를 제작한 해.[2]

## 1900년대
- 1900년 영화 - 셜록 홈즈 당하다, 잔다르크, 환희의 소묘
- 1901년 영화 - 스타 시어터, 도둑 잡아라!, 스크루지 혹은 말리의 유령
- 1902년 영화 - 달세계 여행
- 1903년 영화 - 대열차 강도
- 1904년 영화 - 불가능한 곳으로의 여행
- 1905년 영화 - 셜록 홈즈의 모험
- 1906년 영화 - 켈리 갱의 이야기, 레어빗 핀드의 꿈, 유쾌한 얼굴
- 1907년 영화 - 벤허
- 1908년 영화
- 1909년 영화

## 1910년대
- 1910년 영화
- 1911년 영화
- 1912년 영화
- 1913년 영화
- 1914년 영화
- 1915년 영화
- 1916년 영화
- 1917년 영화
- 1918년 영화
- 1919년 영화

## 1920년대
- 1920년 영화
- 1921년 영화
- 1922년 영화
- 1923년 영화
- 1924년 영화
- 1925년 영화
- 1926년 영화
- 1927년 영화
- 1928년 영화
- 1929년 영화

## 1930년대
- 1930년 영화
- 1931년 영화
- 1932년 영화
- 1933년 영화
- 1934년 영화
- 1935년 영화
- 1936년 영화
- 1937년 영화
- 1938년 영화
- 1939년 영화

## 1940년대
- 1940년 영화
- 1941년 영화
- 1942년 영화
- 1943년 영화
- 1944년 영화
- 1945년 영화
- 1946년 영화
- 1947년 영화
- 1948년 영화
- 1949년 영화

## 1950년대
- 1950년 영화
- 1951년 영화
- 1952년 영화
- 1953년 영화
- 1954년 영화
- 1955년 영화
- 1956년 영화
- 1957년 영화
- 1958년 영화
- 1959년 영화

## 1960년대
- 1960년 영화
- 1961년 영화
- 1962년 영화
- 1963년 영화
- 1964년 영화
- 1965년 영화
- 1966년 영화
- 1967년 영화
- 1968년 영화
- 1969년 영화

## 1970년대
- 1970년 영화
- 1971년 영화
- 1972년 영화
- 1973년 영화
- 1974년 영화
- 1975년 영화
- 1976년 영화
- 1977년 영화
- 1978년 영화
- 1979년 영화

## 1980년대
- 1980년 영화
- 1981년 영화
- 1982년 영화
- 1983년 영화
- 1984년 영화
- 1985년 영화
- 1986년 영화
- 1987년 영화
- 1988년 영화
- 1989년 영화

## 1990년대
- 1990년 영화
- 1991년 영화
- 1992년 영화
- 1993년 영화
- 1994년 영화
- 1995년 영화
- 1996년 영화
- 1997년 영화
- 1998년 영화
- 1999년 영화

## 2000년대
- 2000년 영화 - 화양연화, 와호장룡, 메멘토, 공동경비구역 JSA, 에린 브로코비치, 캐스트 어웨이, 레퀴엠, 글래디에이터, 박하사탕, 빌리 엘리어트, 엑스맨
- 2001년 영화 - 반지의 제왕 시리즈, 엽기적인 그녀, 봄날은 간다, 파이란
- 2002년 영화 - 오아시스, 복수는 나의 것, 공공의 적
- 2003년 영화 - 살인의 추억, 올드보이, 장화, 홍련, 태극기 휘날리며, 클래식, 지구를 지켜라!
- 2004년 영화
- 2005년 영화
- 2006년 영화 - 괴물, 타짜
- 2007년 영화 - 밀양
- 2008년 영화
- 2009년 영화 - 마더

## 2010년대
- 2010년 영화
- 2011년 영화
- 2012년 영화
- 2013년 영화
- 2014년 영화
- 2015년 영화
- 2016년 영화
- 2017년 영화
- 2018년 영화 - 보헤미안 랩소디, 스파이더맨: 뉴 유니버스, 스타 이즈 본, 가버나움, 로마, 버닝, 어벤져스: 인피니티 워, 레디 플레이어 원, 데드풀 2, 블랙 팬서, 개들의 섬, 팬텀 스레드, 퍼스트 맨, 그린북, 어느 가족
- 2019년 영화 - 조커, 포드 V 페라리, 아이리시맨, 원스 어폰 어 타임 인 할리우드, 어벤져스: 엔드게임, 어스, 기생충, 알리타: 배틀 엔젤, 로켓맨, 결혼 이야기, 윤희에게, 벌새, 나이브스 아웃, 조조 래빗, 작은 아씨들,  명탐정 피카츄, 날씨의 아이, 클라우스, 애드 아스트라

## 2020년대
- 2020년 영화
- 2021년 영화
- 2022년 영화
- 2023년 영화

1. ↑  전통 요정극 신데렐라를 처음으로 영화화한 사례이기도 하다.
2. ↑  “World's first colour film footage viewed for first time”. BBC News England. 2012년 9월 12일. 2012년 9월 14일에 확인함.